# Experimento natural
Un experimento natural es un estudio empírico en el que las condiciones experimentales (es decir, que las unidades que reciben tratamiento) se determinan por la naturaleza o por otros factores fuera del control de los experimentadores y sin embargo, el proceso de asignación de tratamiento es posiblemente exógeno o "como-si aleatoria ". Por lo tanto, los experimentos naturales son los estudios observacionales y no son controlados en el sentido tradicional de un experimento aleatorio. Los experimentos naturales son más útiles cuando se ha producido un cambio claramente definido y grande en el tratamiento (o exposición) a una subpoblación claramente definida (y ningún cambio a una subpoblación comparables), por lo que los cambios en las respuestas pueden ser plausiblemente atribuido al cambio en tratamientos (o exposición).
Experimentos naturales son considerados para los diseños de estudio cada vez que la experimentación controlada es difícil, como en muchos problemas de la epidemiología y la economía.

## Historia

Mapa de John Snow que muestra la agrupación de casos de cólera en Soho durante la epidemia de Londres de 1854

Uno de los más famosos experimentos naturales temprana fue el amplio Brote de cólera de 1854 en la calle Broad, Inglaterra.
El 31 de agosto de 1854, un brote importante de cólera azotó Soho. Durante los próximos tres días, 127 personas murieron cerca de la calle Broad. Para el final del brote 616 personas murieron. El médico John Snow identificó la fuente del brote como la bomba de agua pública más cercano, usando un mapa de muertes y enfermedades que revelaron un cúmulo de casos alrededor de la bomba.
En este ejemplo, Snow descubrió una fuerte asociación entre el uso del agua y las muertes y enfermedades debidas al cólera. Snow encontró que la Southwark y Vauxhall Waterworks Company, que suministra agua a los distritos con altas tasas de enfermedad, obtienen el agua del Támesis río abajo de donde las aguas residuales se descargan en el río. Por el contrario, los distritos que se abastecían de agua por el Waterworks Company Lambeth, que obtenía agua de aguas arriba de los puntos de descarga de aguas residuales, tenían bajas tasas de ataque. Dado el desarrollo patchwork casi fortuita del suministro de agua a mediados del siglo XIX Londres, Snow vio la evolución como "un experimento ... a  mayor escala". Por supuesto, la exposición a la contaminación del agua no estaba bajo el control de cualquier científico. Por lo tanto, esta exposición ha sido reconocido como un experimento natural.

## Experimento natural en la Economía
En Economía y otras ciencias sociales se viene últimamente aplicando con gran frecuencia los llamados experimentos naturales. Estos estudios examinan los resultados de observaciones en grupos intervenidos y los comparan con grupos que no han estado expuestos al tratamiento.  En estos estudios existe variación exógena en las variables que determinan la asignación de la intervención. Generalmente son cambios políticos u otros eventos administrativos los que permiten al investigador obtener variación exógena en las principales variables explicativas. Este fenómeno es especialmente útil en situaciones donde las estimaciones son sesgadas debido a variación endógena provenientes de variables omitidas o  sesgos de selección. Estas estrategias están siendo usadas muy extensamente para analizar un amplio rango de problemas. Otras situaciones favorables para utilizarlas son los cambios en las políticas de gobierno, que frecuentemente son aplicadas en algunos grupos de la población y no en otros. La escasez y limitaciones de los experimentos sociales han sido por largo tiempo identificadas como las mayores dificultades en el progreso de las ciencias sociales y de la salud. Rosenzweig y Wolpin enumeran cinco estudios que emergieron desde mecanismos biológicos y climáticos (nacimiento de mellizos, nacimiento de gemelos, fecha de nacimiento, género y eventos climáticos) que han permitido la aplicación de experimentos naturales. Estos eventos han sido usados para estudiar los retornos de la escolaridad y la experiencia laboral en el mercado, el consumo, ahorro y aporte laboral en los cambios temporales o permanentes en la renta y participación femenina en el campo laboral y cambios en la fertilidad. La ventaja del experimento natural es que la suposición de exogeneidad de las variables instrumentales empleadas es más creíble que aquellas usadas en casi todos los otros estudios.

## Experimento natural en la familia
Otros investigadores los han aplicado en el ámbito de la familia y en contextos extra familiares,  comparando los efectos de la privación, abandono y desapego, sufridos en distintos grados por niños abandonados en orfanatos, sobre el desarrollo psicológico posterior estudió niños sordos cuyos padres los expusieron al lenguaje convencional de señas a temprana edad, respecto de otros niños de la misma condición que no son expuestos a dicho entrenamiento o que lo son tardíamente en la vida, para entender los efectos de la formación temprana del lenguaje en niños con déﬁcit auditivo severo. Duncanet también menciona el estudio de Bronars y Geogger, que investiga mellizos nacidos de madres solteras que son separados a temprana edad y criados en ambientes culturales diferentes como una fuente de variación exógena que explica resultados diferentes de las experiencias de vida en niños genéticamente iguales, aunque expuestos a ambientes sociales distintos.

## Experimento natural en la salud
En el campo de la salud este tipo de estudios sustituyen al experimento aleatorio en situaciones en que esta estrategia no es aplicable, siendo un aporte a la investigación en el área. Un ejemplo local de aplicación de esta metodología es un estudio donde se compara la calidad de la atención odontológica en los Centros de Salud Familiar (CESFAM) y Centros de Salud (CES) para analizar la influencia sobre los usuarios de la introducción del modelo de atención con enfoque de salud familiar que comienza a ser aplicado en los centros de salud del país. Los grupos de pacientes fueron conformados de acuerdo a una estrategia inicial de emparejamiento simple que consideró características sociodemográficas, socioeconómicas y sociocontextuales, por lo que debe considerarse que las muestras de pacientes de CES y CESFAM, en este estudio, no son diferentes estadísticamente en edad, estado civil, escolaridad, ocupación, ingresos y número de hijos. La única diferencia es que los CESFAM aplican un paradigma predominantemente familiar en la atención de salud, situación que es contrafáctica respecto de los CES que se caracterizan por una atención predominantemente individual. La utilización del experimento natural es plenamente apropiada, porque existen dos grupos a contrastar, uno de intervención y otro de comparación, exógenamente creados mediante la implementación (o no) de modelo nuevo de atención en salud.

## Discusión
Mediante el diseño de exp'eri'mento natural, ambos grupos, el de tratamiento y el de control, deben ser iguales en la mayoría de sus características observadas iniciales, lo que puede ser ratificado técnicamente mediante un procedimiento de emparejamiento (matching) simple o multidimensional. Por lo tanto las diferencias en los resultados en relación con las variables estudiadas, deberían ser explicadas fundamentalmente por la exposición a la intervención exógena en el grupo tratamiento, exposición ausente en el grupo control. La ventaja del diseño de experimento natural es que la suposición de aleatoriedad de las variables instrumentales empleadas es más creíble que aquellas usadas en casi todos los otros estudios. Es importante considerar que la dirección del sesgo es difícil de predecir ex-ante. Muchos estudios no experimentales y observacionales, en general, están predispuestos a tener sesgos endógenos y aunque el potencial de sesgo es a menudo apuntado como una limitación, los investigadores y consumidores de investigación tienen poca idea de la magnitud, dirección y efectos negativos que tiene sobre los resultados de la investigación.
Se recomienda a los investigadores utilizar la ventaja de la asignación cuasi-aleatoria que proviene del experimento natural, puesto que produce variación exógena en fenómenos del ámbito de la salud, en la familia y variables contextuales de interés. Este diseño metodológico genera entonces menores problemas de validez interna que los estudios observacionales tradicionales, ya que no se selecciona a los individuos, el ambiente es creado por una medida externa, no existiendo sesgo. Los grupos que se crean por la aplicación de políticas, reformas, eventos naturales, pueden legítima y creativamente ser comparados en términos de resultados específicos, aislando efectivamente el efecto de esa aplicación como un mecanismo de inferencia causal válida debido a la naturaleza exógena y, por tanto, in sesgada, de la creación de los grupos que se comparan.